# Шећер
Шећер (од санск. शर्करा śarkarā — „слатко”, у српски дошла преко персијског и турског језика) врста је хране као и посластица. Шећер је генерализовано име за слатке, кратколанчане, растворне угљене хидрате, многи од којих се користе у храни. Они су угљени хидрати, те се састоје од угљеника, водоника и кисеоника. Постоје различити типови шећера који се добијају из различитих извора. Једноставни шећери се називају моносахаридима и обухватају глукозу (такође познату као декстроза), фруктозу и галактозу. Стони или гранулирани шећер који се обично користи као храна је сахароза, дисахарид. (У телу се сахароза хидролизује у фруктозу и глукозу.) Други дисахариди обухватају малтозу и лактозу. Шећери дужих ланаца се називају олигосахаридима. Хемијски различите супстанце такође могу да имају сладак укус, али се оне не класификују као шећери. Неке се користе као нискокалоричне замене за шећер у храни, зване вештачки заслађивачи.
Шећери су присутни у ткивима већине биљки, али је њихова концентрација довољна за ефикасну екстракцију једино у шећерној трски и шећерној репи. Шећерном трском се сматра неколико врста гигантске траве из рода , које су култивиране у тропским подручјима у јужној и југоисточној Азији од античких времена. До велика експанзије њене производње је дошло у 18. веку са успостављањем шећерних плантажа у Западним Индијама и Америкама. Тако је по први пут шећер постао доступан обичним људима, који су раније били зависни од меда за заслађивање хране. Шећерна репа, култивирани варијетет врсте Beta vulgaris, се гаји као коренски усев у подручјима са хладнијом климом и постала је значајан извор шећера у 19. веку кад су методи екстракције шећера постали доступни. Производња и трговина шећером су изменили курс људске историје на више начина, утицали су на формирање колонија, перпетуирање ропства, прелазак на најамни рад, миграције људи, ратове између нација које су трговале шећером током 19. века и на етничку композицију и политичку структуру новог света.
Светска производња шећера је 2011. године била на нивоу од око 168 милиона тона. Просечна особа конзумира око 24 kg (53 lb) шећера сваке године (33.1 kg у индустријализованим земљама), што је еквивалентно са преко 260 прехрамбених калорија по особи на дан.
Шећер који се користи у домаћинствима (сахароза) има збирну хемијску формулу . Његова енергетска вредност је 16,8 kJ по граму (упореди: алкохол има 29,8 kJ по граму, маст 39 kJ по граму). Густином од 1,6 g/cm³, шећер је тежи од воде (1 g/cm³). На 20 °C, 200 g шећера је растворљиво у 100 ml воде, а на 100 °C, 400 g у 100 ml.
Од краја двадесетог века стоји отворено питање да ли је исхрана са високим уделом шећера, а посебно рафинираних шећера, добра за људско здравље. Употреба шећера је везана за појаву гојазности, и претпоставља се, или је у знатној мери имплицирана као узрок појаве дијабетеса, кардиоваскуларних болести, деменције, макуларне дегенерације, и кварења зуба. Бројне студије су предузете у покушају да се разјасни позиција, али су изведени различити закључци, углавном због тога што је тешко наћи контролну популацију која не конзумира шећер или у знатној мери конзумира храну без шећера.

## Етимологија
Етимологија одражава ширење робе. енглеска реч  потиче од арапске речи سكر sukkar, која долази од персијске речи شکر , која је изведена из Санскритске शर्करा śarkarā, која има порекло у Тамилској речи சக்கரை Sakkarai. Она је највероватније доспела до Енглеске путем италијанских трговаца. Савремена италијанска реч је zucchero, док су шпанске и португалске речи, azúcar и açúcar респективно, задржале траг арапског одређеног члана. Стара француска реч је zuchre, док је савремена француска реч sucre. Најранија потврђена грчка реч је σάκχαρις (sákkʰaris). Задовољавајуће објашњене ширења речи још увек није изведено. Енглеска реч jaggery, сирови смеђи шећер изведен из палминог сока или сирупа шећерне трске, има слично етимолошко порекло; португалска реч xagara или jagara је изведена из малајаламске chakkarā, а она из санскритске речи śarkarā.

## Значајни датуми у историји шећера
- 8.000. п. н. е. — шећерна трска се користи за исхрану у Меланезији и Полинезији
- 6.000. п. н. е. — шећерна трска се из Источне Азије шири у Индију и Персију
- 600. п. н. е. — у Персији се развија метода кристализације шећера
- Позна антика: Saccharum је познат у Риму као луксузни производ за богате патриције. Увози се из Персије и Индије.
- 1100. — путовања ратника крсташа доносе шећер у Европу, по први пут после антике
- Од око 1500. — шећерна трска се гаји на плантажама широм света, шећер је и даље луксузни производ за богате („бело злато”). Обичан народ користи само мед.
- 1747. — Андреас Сигисмунд Марграф открива начин добијања шећера из шећерне репе.
- 1801. — хемичар Франц Карл Ахард поставља основе индустријске производње шећера. Прва шећерана је отворена у месту Кунерн (данас Винско) у Шлезији.
- 1806. Наполеонови ратови и континентална блокада Европе имају велики утицај на тржиште шећера.
- 1840 — први пут произведен шећер у коцки. Начин производње је измислио Јакоб Кристоф Рад, директор шећеране у Чешкој.
- Од око 1850. — Цена шећера знатно пада услед индустријске производње. Шећер постаје део свакодневне исхране.

### Древна времена и средњи век
Шећер је произвођен на Индијском потконтиненту од античких времена. Он није био изобилан и јефтин у ранијим временима и мед је углавном кориштен за заслађивање широм света. Оригинално, људи су жвакали шећерну трску да би екстраховали њену слаткоћу. Шећерна трска природно расте у тропским пределима јужне Азије и југоисточне Азије. Сматра се да различите врсте потичу из различитих локација, при чему Saccharum barberi потиче из Индије, а S. edule и S. officinarum потичу из Нове Гвинеје. Једна од најранијих историјских референци о употреби шећерне трске долази из Кинеског манускрипта који датира из 8. века п. н. е., у коме се каже да је употреба шећерне трске потекла из Индије.
Шећер је био релативно мало важан производ док Индијци нису открили метод за претварање сока шећерне трске у гранулисане кристале, који се лакше могу складиштити и транспортовати. Кристални шећер је откривен до времена династије Гупта, око 5. века. У локалном индијском језику, ти кристали се називају khanda (Деванагари:खण्ड,Khaṇḍa), што је извор енглеске рећи candy (бомбона).
Индијски морепловци, који су преносили прочишћени маслац и шећер као намирнице, увели су познавање шећера у разне трговачне руте којим су путовали. Будистички монаси су током својих путовања донели методе кристализације шећера до Кине. Током владавине Харша (р. 606—647) у Северној Индији, Индијски енвоји у Танг Кини су подучавали методе култивисања шећерне трске након што је цар Тајзонг од Танга (р. 626—649) обелоданио свој интерес за шећер. Кина је затим успоставила своје прве плантаже шећерне трске у седмом веку. Кинески документи потврђују најмање две мисије у Индију, иницијализоване 647. године, да би се обезбедила технологија за рафинирање шећера. У Јужној Азији, Средњем истоку и Кини, шећер је постао основа за кување и десерте.
Тријумфални прогрес Александра Великог је заустављен на обалама реке Инда одбијањем његових трупа да иду даље на исток. Они су видели људе у Индијском потконтиненту који су гајили шећерну трску и правили гранулисани, слатки прах сличан соли, локално зван Sharkara (Деванагари:शर्करा,Śarkarā), што се изговара као saccharum (ζάκχαρι). На свом повратку, Македонски војници су носили „медоносну трску” кући са собом. Шећерна трска је остала мало позната култура у Европи више од миленијума, шећер је био ретка роба, а трговци шећером су били богати.
Крсташи су донели шећер са собом кући у Европу након њихових кампања у Свету земљу, где су се сусрели са караванима који су носили „слатку со”. У раном 12. веку, Венеција је дошла у посед неколико села у близини Тира у Лебанону, и успоставила је имања за производњу шећера за извоз у Европу, где се користио као замена меда, који је до тада био једини доступни заслађивач.
Крсташки хроничар Виљем од Тира, пишући у касном 12. веку, описао је шећер као материју која је „веома неопходна за употребу и здравље човечанства”. У 15. веку, Венеција је била главни центар за рафинацију и дистрибуцију шећера у Европи.

### Модерна историја
Августа 1492, Кристифор Колумбо се зауставио у Ла Гомери на Канарским острвима, за вино и воду, с на намером да остане само четири дана. Међутим он је ступио у љубавну везу са гувернерком острва, Беатриз де Бобадила и Осорио, и остао је месец дана. Кад је коначно испловио, она му је дала исечке шећерне трске, који су постали први узорци да досегну до Новог Света.
Португалци су пренели шећер у Бразил. До 1540, постојало је 800 млинова шећерне трске на острву Санта Катарина и било је још 2.000 на северној обали Бразила, Демарара, и Суринама. Прва шећерна жетва је убрана у Хиспаниоли 1501. године; и многи шећерни млинови су конструисани у Куби и Јамајци до 1520-их.
Шећер је био луксузни производ у Европи пре 18. века, кад је постао шире доступан. Он је стекао популарност и до 19. века, шећер је сматран неопходношћу. Ова еволуција укуса и потражње за шећером као есенцијалним састојком хране произвела је огромне економске и социјалне промене. Она је делом узроковала колонизацију тропских острва и нација где плантаже шећерне трске са великим захтевима за радном снагом могу да просперирају. Потражња за јефтином радном снагом за обављање тешког рада на култивацији и обради повећала је потражњу за трговином робовима из Африке (посебно Западне Африке). Након напуштања ропства, постојала је висока потреба за најамним радницима из Јужне Азије (посебно Индије). Милиони робова и најамних радника су доведени на Карибе и Америке, колоније у Индијском океану, југоисточној Азији, Пацифичким острвима, и Источној Африци и Наталу. Модерна етничка мешавина многих нација које су насељене у задња два века је делом последица потражње за шећером.
Шећер је такође довео до извесне индустријализације у бившим колонијама. На пример, намесник Ј. Патерсон је у Бенгалу убедио британског гувернера да се шећерна трска може узгајати у Британској Индији уз мноштво предности и уз мање трошкове од Западне Индије. Консеквентно фабрике шећера су успостављене у Бихару у источној Индији.
Током Наполеонских ратова, продукција шећерне репе је порасла у континенталној Европи због потешкоћа везаних за увоз шећера, кад је пловидба била ограничена блокадом. До 1880. године, шећерна репа је била главни извор шећера у Европи. Она је узгајана у Линколнширу и другим деловима Енглеске, мада је Уједињено Краљевство наставило да увози главни део свог шећера из колонија.
До касног деветнаестог века, шећер је купован у векнама, које су се секле користећи специјализовани алат. У каснијим годинама, гранулирани шећер се обично продавао у врећама.
Шећерне коцке су произвођене у деветнаестом веку. Први изумитељ процеса прављења шећерних коцки је био моравац Јакуб Криштоф Рад, директор компаније шећера у Дачицама. Он је почео са продукцијом шећерних коцки након што му је одобрен петогодишњи патент за изум 23. јануара 1843. Хенри Тејт из Tate & Lyle је био још један рани произвођач шећерних коцки у његовим рефинеријама у Ливерпулу и Лондону. Тејт је купио патент за производњу шећерних коцки од немца Еугена Лангена, који је 1872. године изумео различит метод за прављење шећерних коцки.

## Хемија
С научне тачке гледишта, термин шећер се односи на више угљених хидрата, као што су моносахариди, дисахариди, или олигосахариди. Моносахариди се такође називају „једноставним шећерима”, од којих је најважнији глукоза. Скоро сви шећери имају формулу C
nH
2nO
n (n је између 3 и 7). Глукоза има молекулску формулу C
6H
12O
6. Имена типичних шећера се завршавају са оза, као у „глукоза”, „декстроза”, и „фруктоза”. Понекад се те речи односе и на типове угљених хидрата који су растворни у води. Ациклични моно- и дисахариди садрже било алдехидне групе или кетонске групе. Те двоструке везе угљеника и кисеоника (C=O) су реактивни центри. Сви сахариди са више од једног прстена у њиховој структури произилазе из два или више моносахарида спојена гликозидним везама формираним уклањањем једног молекула воде (H
2O) по вези.
Моносахариди у форми затвореног ланца могу да формирају гликозидне везе са другим моносахаридима, креирајући дисахариде (као што је сахароза) и полисахариде (као што је скроб). Ензими морају да хидролизују или на неки други начин прекину те гликозидне везе пре него што таква једињења могу да се метаболизују. Након варења и апсорпције принципални моносахариди присутни у крви и унутрашњим ткивима су глукоза, фруктоза, и галактоза. Многе пентозе и хексозе могу да формирају структуре прстена. У тим формама затвореног прстена, алдехидна или кетонска група није слободна, тако да се многе реакције које су типичне за те групе не могу одвијати. Глукоза у раствору постоји углавном у облику прстена у равнотежи са мање од 0,1 % молекула у форми отвореног ланца.

### Природни полимери шећера
Биополимери шећера се често срећу у природи. Путем фотосинтезе, биљке производе глицералдехид-3-фосфат (G3P), фосфатисани шећер на угљенику-3 који ћелије користе за прављење моносахарида као што је глукоза (C
6H
12O
6) или (као код трске и репе) сахарозе (C
12H
22O
11). Моносахариди се могу даље конвертовати у структурне полисахариде као што је целулоза и пектин за конструкцију ћелијских зидова или у енергетске резерве у облику складишних полисахарида као што је скроб или инулин. Скроб, који се састоји од два различита полимера глукозе, је лако деградива форма хемијске енергије ускладиштена у ћелијама, и може се конвертовати до других типова енергије. Други полимер глукозе је целулоза, који има линеарни ланац формиран од неколико стотина до хиљада глукозних јединица. Она се користи у биљкама као структурна компонента у њиховим ћелијским зидовима. Људи могу да варе целулозу једино у веома ограниченој мери, док руминатори могу то да раде уз помоћ симбиотичких бактерија у њиховом стомаку. ДНК и РНК су изграђене од моносахарида дезоксирибозе и рибозе. Деоксирибоза има формулу C
5H
10O
4 а рибоза има формулу C
5H
10O
5.

### Запаљивост
Шећери су органске супстанце које лако сагоревају при излагању отвореном пламену. Због тога, руковање шећером је праћено ризиком од могуће експлозије прашине. Експлозије шећеране у Џорџији 2008. године, која је довела до 14 смртних случајева, 40 повређених, и уништења више од половине постројења, је била узрокована паљењем шећерне прашине.

## Производња шећера
Главни извори сировина за производњу шећера су шећерна трска (у тропским крајевима) и шећерна репа (у крајевима са умереном климом). Сахароза је директно присутна у овим биљним културама, а из њих се издваја пресовањем или кувањем у течни раствор. Даљим откувавањем добијају се кристали шећера. Процесом прераде може се контролисати чистоћа рафинираног шећера.

## Најзначајније земље произвођачи шећера
Највише шећера у свету производе Бразил, Индија и Кина, док су у Европи најзначајнији произвођачи Француска, Немачка и Пољска.
| Ранг | Земља      | Производња (у милионима тона) | Ранг | Земља        | Производња (у милионима тона) |
| ---- | ---------- | ----------------------------- | ---- | ------------ | ----------------------------- |
| 1    | Бразил     | 24.8                          | 9    | Немачка      | 4.2                           |
| 2    | Индија     | 22.1                          | 10   | Пакистан     | 4                             |
| 3    | Кина       | 11.1                          | 11   | Куба         | 3.8                           |
| 4    | САД        | 8                             | 12   | Јужна Африка | 2.6                           |
| 5    | Тајланд    | 7.3                           | 13   | Колумбија    | 2.6                           |
| 6    | Аустралија | 5.4                           | 14   | Филипини     | 2.1                           |
| 7    | Мексико    | 4.9                           | 15   | Индонезија   | 2.1                           |
| 8    | Француска  | 4.4                           | 16   | Пољска       | 2                             |

## Врсте шећера (сахарозе)
- Браон шећер: заједничко име за све шећере браон боје. Добија се на различите начине; мешањем белог шећера са браон сирупом од шећерне репе или грејањем шећерног сирупа (карамелизовање).
- Течни шећер: у води растворени шећер који се користи у прехрамбеној индустрији.
- Кандирани шећер: шећерни кристали различите величине и боје настали спором кристализацијом из шећерног раствора.
- Карамел: браон маса која се добија загревањем шећера. Ова маса загревањем стиче посебну арому.
- Меласа: светлобраон сируп, нуспроизвод у производњи шећера. Користи се за производњу алкохола. Од меласе из шећерне трске производи се рум.
- Шећер у праху: врло фино млевени шећер. Користи се за посластице.
- Шећер од шећерне репе: углавном сахароза, хемијски идентичан шећеру од шећерне трске. Најчешће се продаје рафиниран (кристализован).
- Шећер у коцки: рафинирани шећер са сирупом, притиском обликован у квадре.

## Шећерне мешавине
- Ванилин шећер: мешавина ваниле или ароме ваниле и финог шећера.
- Фондан: фабрикована маса од куваног шећера и сирупа глукозе која се користи у посластичарству.
- Сируп: добија се кувањем слатког воћа. Садржи висок проценат шећера (62-78%).
- Палмин шећер: екстракт шећерне палме (Arecoideae). Мање је сладак од класичног шећера и има арому карамела.

## Остали шећери
- Млечни шећер: (лактоза) присутан у млеку, састоји се из глукозе и галактозе. У фармакологији се користи као базна супстанца.
- Рафиноза: шећер који није сладак, присутан у многим биљкама.
- Грожђани шећер (глукоза, декстроза): моносахарид, основа за многе сложене шећере. У људском организму присутан као шећер у крви, а са воћним шећером, један од основних састојака меда (22 до 41 %).
- Воћни шећер (фруктоза): моносахарид. Поред грожђаног шећера, један од основних састојака меда (27 до 44 %).
- Алкохолни шећер: користи се као замена за шећер. Спорије се прерађује од класичног шећера, па га користе људи са лакшим случајевима дијабетеса.
- Трехалоза: градивна материја за многе биљке и инсекте.
- Малтоза: користи се за производњу алкохола.
- Мелецитоза: сложени шећер, нарочито присутан у меду дивљих кошница. Многи људи, нарочито не-европљани, не могу да прераде овај шећер, што је генетички узроковано.
- Инвертовани шећер: смеса глукозе и фруктозе добијена хидролизом (инвертовањем) сахарозе.
- Изоглукоза: користи се за слатка пића и компоте, садржи 51 % глукозе и 42 % фруктозе. Обично се добија од кукуруза.

## Физиологија
Велика употреба угљених хидрата у исхрани доводи до веће употребе инсулина, и већег оптерећења панкреаса (гликемијско оптерећење). Кола пића су значајни извори шећера у исхрани (до 120 грама по литру).
Шећер је најзначајнији фактор у појави зубног каријеса.

### Шећерна болест
Насупрот имену, шећерна болест није директно узрокована употребом шећера у исхрани. По сазнањима модерне медицине, ова болест је изазвана аутоимуном реакцијом која уништава ћелије панкреаса (тип 1), или генетичком предиспозицијом ка инсулинској резистенцији (тип 2) која се може погоршати прекомерном тежином и мањком физичке активности. Оба типа дијабетеса (шећерне болести) доводе до повећане концентрације шећера у крви.
Да би се смањила вероватноћа појаве дијабетеса лекари препоручују мању употребу класичног шећера у исхрани, и његову замену здравијим медом или фруктозом. Светска здравствена организација тврди да шећери не би требало да учествују са више од 10 % у исхрани.

## Шећер као алтернативни извор енергије
Због високих цена нафте, етанол је постао привлачан као алтернативно гориво. Он се добија од шећера. У Бразилу се већи део новијих возила покреће етанолом, а у Европи и Америци се етанол у мањем проценту меша са бензином. Због овакве употребе шећера, његова цена је на светском тржишту знатно скочила.